# Oggelsbeuren
Oggelsbeuren ist ein Ortsteil der Gemeinde Attenweiler im Landkreis Biberach in Baden-Württemberg. Das Dorf liegt circa zwei Kilometer nördlich von Attenweiler. Die heutige Gemeinde Attenweiler wurde am 1. Januar 1975 durch die Vereinigung der Gemeinden Attenweiler, Oggelsbeuren und Rupertshofen gebildet.

## Geschichte
Der Ort wurde 1275 erstmals als „Oggelspurren“ erwähnt. Er war im Besitz der Grafen von Grüningen-Landau. Ab Anfang des 14. Jahrhunderts war er Teil der Herrschaft Warthausen und mit dieser ab 1331 in Besitz des Hauses Habsburg. Ab 1446 wurden die Herren von Stein mit dem Ort belehnt.
1695 kam der Ort in Besitz des Stifts Buchau. In Folge der Säkularisation des Stiftes im Jahr 1803 kam Oggelsbeuren an die Fürsten von Thurn und Taxis. Die Landeshoheit fiel 1806 an das Königreich Württemberg, das den Ort 1810 dem Oberamt Ehingen unterstellte. Bis 1849 stand Oggelsbeuren zudem unter standesherrlicher Verwaltung der Thurn und Taxis.
Zu Oggelsbeuren gehören auch die Weiler Aigendorf, Ellighofen, Riedenhof und Willenhofen.

## Sehenswürdigkeiten
- Pfarrkirche St. Johannes Baptist
- Ehemaliges Kloster Oggelsbeuren